# 巴尔布龙
巴尔布龙（法語：Balbronn，法語發音：[balbʁɔn] ⓘ）是法国下莱茵省的一个市镇，属于莫尔塞姆区。

## 地理
巴尔布龙（48°35'2"N, 7°26'13"E）面积10.18 平方千米，位于法国大東部大區下莱茵省，该省份为法国大陆部分最东部的省份，是阿尔萨斯的一部分，今与上莱茵省组成了阿尔萨斯欧洲集体，其南至上莱茵省，西南接孚日省和默尔特-摩泽尔省，西接摩泽尔省，北与德国接壤。
与巴尔布龙接壤的市镇（或旧市镇、城区）包括：贝格比滕、科斯维莱尔、弗莱克斯堡、斯蒂、特雷奈姆、韦斯托芬。
巴尔布龙的时区为UTC+01:00、UTC+02:00（夏令时）。

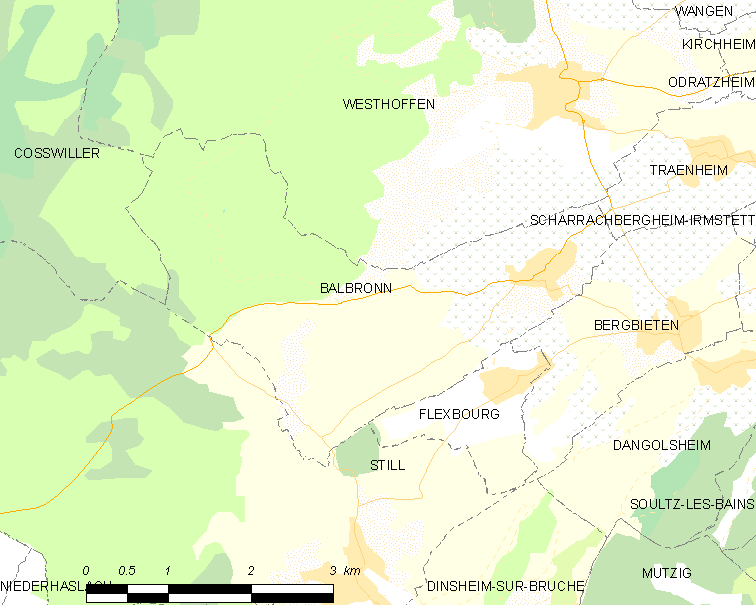
巴尔布龙的OSM定位图

## 行政
巴尔布龙的邮政编码为67310，INSEE市镇编码为67018。

## 政治
巴尔布龙所属的省级选区为萨韦尔讷县。

## 人口

1962-2008年间巴尔布龙人口变化图示

巴尔布龙于2022年1月1日时的人口数量为677人。